# Roberto Jiménez Jiménez
Roberto Carlos Jiménez Jiménez (Piura, 17 aprile 1983) è un calciatore peruviano, attaccante dell'Unión Comercio.